# Фройнд, Ида
Ида Фройнд (нем. Ida Freund; 15 апреля 1863, Австрийская империя — 15 мая 1914, Кембридж, Соединённое королевство Великобритании и Ирландии) — австрийский и британский химик, первая женщина-преподаватель химии в истории университетов Великобритании. Известна своим влиянием на преподавание естественных наук, особенно среди женщин и девочек. Написала два учебника по химии и изобрела газовую измерительную трубку, названную в её честь; ей также принадлежит идея выпечки «периодической таблицы столовых кексов».

## Биография
Ида Фройнд родилась 15 апреля 1863 года в Австрийской империи; после смерти матери она переехала жить к своим бабушке и дедушке в Вену. В 1881 году, после смерти австрийских родственников, она переехала в Англию, где поселилась в семье своего дяди и опекуна — скрипача Людвига Страуса. Ида поступила в Гиртон-колледж несмотря на то, что ранее она владела английским языком лишь на школьном уровне. Затем Фройнд стала преподавателем химии Кембриджского учебного колледжа для женщин, а год спустя — присоединилась к колледжу Ньюнхэм в Кембридже (в качестве ассистента-демонстратора химических опытов). В 1890 году Фройнд получила повышение, заняв должность преподавателя кафедры химии: это было первое в Великобритании назначение женщины в качестве полноправного лектора. Кроме того, она являлась помощницей в администрации самого колледжа Ньюнхэм, а затем — членом его совета.
Специализация Фройнд на преподавании химии оставила ей немного времени на исследовательскую работу — она не получила ни степени магистра, ни доктора. Фройнд, в то же время, была ответственна за лабораторную подготовку своих учеников, многие из которых приходили в колледж, практически не владея базовыми химическими навыками.
Поскольку Ида потеряла ногу во время велосипедной аварии в детстве, для передвижения она была вынуждена использовать трость, протез или инвалидную коляску. Фройнд была активной феминисткой и сторонницей избирательного права для женщин. Она умерла в своём доме в Кембридже 15 мая 1914 года, после операции; до последних дней жизни Фройнд продолжала работать над своей второй книгой.

## Работы и критика
Ида Фройнд опубликовала единственную статью («Влияние температуры на изменение объёма при нейтрализации в случае ряда солей при разных концентрациях») и два учебника по химии: «Изучение химического состава» (1904, переиздан в 2014) и «Экспериментальные основы химии» (опубликован посмертно, в 1920). В предисловии к посмертному изданию его редакторы А. Хатчинсон и Мэри Беатрис Томас писали, что «мисс Фройнд пыталась донести до других учителей свои взгляды на то, каким образом ученикам можно помочь понять, что химия это наука, основанная на эксперименте; что химия — это логическая интерпретация экспериментов, обобщение которых приводит к химическим законам». Обе книги Фройнд широко цитируются по сей день.
Фройнд также изобрела элемент лабораторного оборудования — газомерную трубку (газомер), названную её честь.

## Преподавание
Ида Фройнд была известна своим вниманием к научному образованию и, в частности, к совершенствованию преподавания естественных наук в школах для девочек. Она написала учебники и организовала семинары для женщин-учителей. Фройнд экспериментировала с различными формами обучения, отдавая предпочтение подходу Вильгельма Оствальда, в котором «основные факты химии передаются в форме диалога между учителем и учеником». Она активно настаивала на том, чтобы её ученики и ученицы читали оригинальные исследования и проверяли достоверность ранее опубликованных работ — этот революционный для своего времени подход был причиной для её критики со стороны ряда современников. «Фройнд испытывала страх перед бездумным экспериментированием и алогичным мышлением. Она чувствовала, что многое, что называется „обучением“ в науке, имеет мало отношения к научным методам и имеет, скорее, воспитательное значение».

### Периодическая таблица в виде столовых кексов
Фройнд была первым преподавателем химии, испёкшим набор кексов в соответствии с элементами периодической таблицы. Она использовала их в качестве учебного пособия в своём классе. Инструкции для современных версий «периодической таблицы кексов» от Фройнд можно найти и сегодня.

## Память
В апреле 1998 года лаборатория Иды Фройнд в Ньюнхэме была восстановлена в качестве её мемориала. Также был создан мемориальный фонд её имени — его целью является повышения преподавательского уровня женщин в области физических наук. Мемориальная премия имени Иды Фройнд учреждена сегодня для студентов Ньюнхэм-колледжа; кроме того, Гиртон-колледж присуждает премию имени Иды Фройнд своим студентам-физикам «за первоклассные академические достижения».